# Прекрасный День

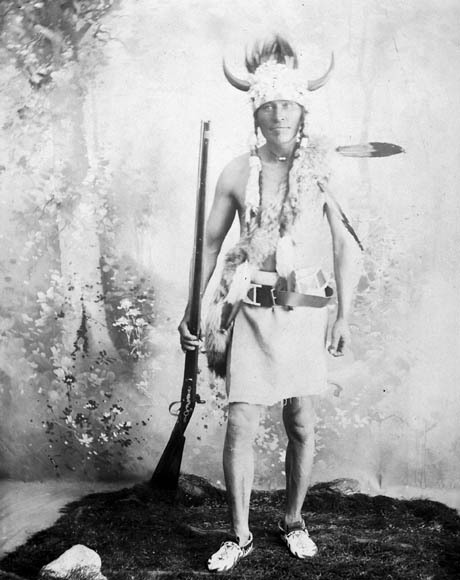
Прекрасный День, 1896 г.

Прекрасный День (англ. Fine-Day, на языке кри Kamiokisihkwew; ок. 1852 — ?) — военный вождь равнинных кри, участник Северо-Западного восстания в Канаде.
Родился приблизительно в 1852 году. Был известен среди соплеменников как отважный воин и хороший охотник, в более поздние годы жизни прослыл сильным шаманом. Когда канадские метисы подняли восстание, часть равнинных кри приняла участие в вооружённом конфликте. Прекрасный День присоединился к Паундмейкеру, уважаемому вождю кри, который возглавлял одну из общин. 2 мая 1885 года полковник Уильям Диллон Оттер атаковал лагерь вождя Паундмейкера. Прекрасный День возглавил индейских воинов и сумел нанести поражение солдатам, хотя его войско значительно уступало противнику в численности. Позднее, вместе с Паундмейкером, сдался канадским властям. 
Прекрасный День был главным информатором для Дэвида Мандельбаума, американского антрополога, исследовавшего культуру и историю равнинных кри. Точная дата смерти военного вождя кри неизвестна, предположительно он скончался после 1935 года.